# Ischnopsyllus hellespontius
Ischnopsyllus hellespontius är en loppart som beskrevs av Peus 1978. Ischnopsyllus hellespontius ingår i släktet Ischnopsyllus och familjen fladdermusloppor. Inga underarter finns listade i Catalogue of Life.